# Pär Adolf Östergren
Pär Adolf Östergren, född 3 januari 1864 i Breviks socken, död 19 augusti 1905 vid Djursätra brunn, var en svensk rättslärd. Han var bror till Axel Östergren.
Östergren avlade mogenhetsexamen i Skara 1882, blev student vid Uppsala universitet 1883 och filosofie kandidat där 1885. Han blev student vid Lunds universitet 1888, filosofie licentiat 1894, filosofie doktor 1896 och juris kandidat 1901, allt i Lund, samt 1904 juris doktor i Erlangen. Han utgav bland annat Till historien om 1734 års lagreform, I, II (1902).